# Апанаев, Габдулла Абдулкаримович
Габдулла Абдулкаримович Апанаев (15 марта 1862 — 25 июня 1919) — татарский педагог и общественный деятель.

## Биография
Родился 15 марта 1862 года в деревне Сасна, входящей в Малмыжский уезд Вятской губернии. Его отец Абдулкарим Исхакович Апанаев (1840—1892) был купцом второй гильдии, владел множеством объектов недвижимости, мыловаренным заводом и сетью оптовых магазинов.
Окончил медресе, затем учился в Турции и Египте. После возвращения в Россию и сдачи экзаменов на должность муллы был назначен вторым муллой расположенной в Казани Юнусовской мечети. Со временем стал имам-хатыбом той же мечети. После этого реформировал медресе при мечети, отдал под здание медресе собственный дом, обновил учебные материалы. Благодаря этому увеличилось количество учащихся, возросло качество обучения. В медресе стали переходить преподаватели из других учебных заведений, среди них был Ахметхади Максуди. Среди учеников медресе были Гаяз Исхаки и Нажип Думави.
В 1902-06 годах руководил Мусульманским благотворительным обществом. На этом посту также проявил себя в качестве реформатора, благодаря чему организации удалось привлечь значительные средства.
В годы первой русской революции 1905-07 годов активно занимался общественно-политической деятельностью. Принимал участие в создании и деятельности исламской партии «Иттифак аль-муслимин». Организовал и провёл 3 её съезда, входил в состав ЦК и бюро казанского отделения. В 1906 году создал газету «Азат», также занимал в ней должность редактора.
В 1908 году в рамках репрессий, обрушившихся на руководителей и активных членов «Иттифак аль-муслимин», совместно с Галимджаном Баруди, С. Галеевым, и А. Казаковым был приговорён к высылке на 2 года в Вологодскую губернию. После возвращения из ссылки неоднократно предпринимались безуспешные попытки обвинить Габуллу Апанаева в распространении исламистских идей.
Избирался гласным городской Думы, на этом посту принимал участие в работе четырёх комиссий, баллотировался в IV Государственную думу. Развивал Апанаевское училище.
В 1916 году в ходе боёв начавшейся в 1914 году первой мировой войны погиб сын Габдуллы Апанаева Яхъя.
В период гражданской войны был взят большевиками в качестве заложника и 25 июня 1919 года расстрелян после того, как в ходе мятежа солдат Татарского запасного батальона был убит начальник политотдела Центральной Мусульманской военной коллегии (ЦМВК) Камиль Якуб.